# Hafen Tianjin
Der Hafen von Tianjin (Tianjin Gang, chinesisch 天津港, Pinyin tiānjīn gǎng), früher bekannt als Hafen von Tanggu, ist einer der größten Häfen in Nordchina und eine sehr wichtige Land-See-Schnittstelle der neuen Seidenstraße.

## Lage
Der Hafen liegt am Westufer der Bohai-Bucht am Mündungstrichter des Flusses Hai He, 170 km südöstlich von Peking und 60 km östlich der Stadt Tianjin.

Karte

Er gehört zum Tianjiner Stadtbezirk Binhai, der Haupt-Sonderwirtschaftszone (Special Economic Zones of the People’s Republic of China) von Nordchina. Er liegt direkt östlich vom Tianjin Economic and Technological Development Area (TEDA). Der Begriff „Tianjin Xingang“ (chinesisch 天津新港, Pinyin Tiānjīn Xīngǎng, englisch Tianjin New Port) benennt genaugenommen nur das Hauptgelände des Seehafens; er wird manchmal für den ganzen Hafen verwendet.
Die Bohai-Bucht ist eine der drei Buchten, die zusammengenommen die Bohai-See bilden. Die Bohai-See ist ein recht flaches (Durchschnittstiefe 18 m) Wassergebiet, dessen Wasser relativ wenig Austausch mit dem des Gelben Meeres hat (es kann 40 bis 200 Jahre dauern, bis das Wasser ausgetauscht ist). Ein enormer Sediment-Eintrag des Gelben Flusses und des Haihe macht das Wasser sehr trüb.

## Geschichte
Im Jahr 1860 wurde der Hafen als Hafen von Tanggu eröffnet. Am 17. Oktober 1952 wurde der Hafen wiedereröffnet.
Am 12. August 2015 ereigneten sich mehrere Explosionen im Frachthafen. Es gab viele Tote und Verletzte.

## Bedeutung
Der Hafen war im Jahr 2008 zum drittgrößten Hafen Festlandschinas aufgestiegen (nach dem Ningbo-Zhoushan-Hafen und dem Hafen von Shanghai), wurde jedoch später von anderen Hafenstandorten überrundet. U.a. vom nahegelegenen Hafen Tangshan. Im Jahr 2023 erreichte die Tianjin Port Group einen Frachtumschlag von 476 Millionen Tonnen, der Containerumschlag betrug 22,17 Millionen TEU.
Der Hafen von Tianjin ist der höchstgelegene künstliche Tiefwasserhafen der Welt. Er besteht hauptsächlich aus sechs Hafengebieten: Beijiang, Dongjiang, Nanjiang, Dagukou, Gaoshaling und Dagang. Sein Kai hat ein Fassungsvermögen von 300.000 Tonnen und eine Kanalwassertiefe von −22 Metern. Das Hafenterminal hat eine Gesamtlänge von 40,25 Kilometern. Es verfügt über 213 Liegeplätze, davon 128 Liegeplätze für 10.000 Tonnen-Frachter.
Der Hafen Tianjin unterhält Handelsbeziehungen zu mehr als 180 Ländern und Regionen weltweit und liegt an über 147 Container-Linienschifffahrtsrouten Gehandelt werden in Tianjin insbesondere Container, Eisenerz, Nichteisenerze, Ölprodukte, Stahl, Kohle, Koks, Autos, Getreide, Dünge-, und Lebensmittel.

## Betreiber
Betreiber ist die Tianjin Port Company, ein Joint Venture, an der die General Nice Group mit 49 % beteiligt ist. Die anderen 51 % gehören der Tianjin Port (Group) Co., Limited.